# فيسنتي جاتيكا
فيسنتي جاتيكا (بالإسبانية: Vicente Gatica)‏ هو مدرب كرة قدم ولاعب كرة قدم تشيلي في مركز الهجوم، ولد في 11 فبراير 1996 في تالكاهوانو في تشيلي. لعب مع هواتشيباتو.

## وصلات خارجية
- فيسنتي جاتيكا على موقع قاعدة بيانات كرة القدم.إي يو (الإنجليزية)
- فيسنتي جاتيكا على موقع Soccerway.com (الإنجليزية)
- فيسنتي جاتيكا على موقع AS.com (الإسبانية)